# Malapa-Höhle

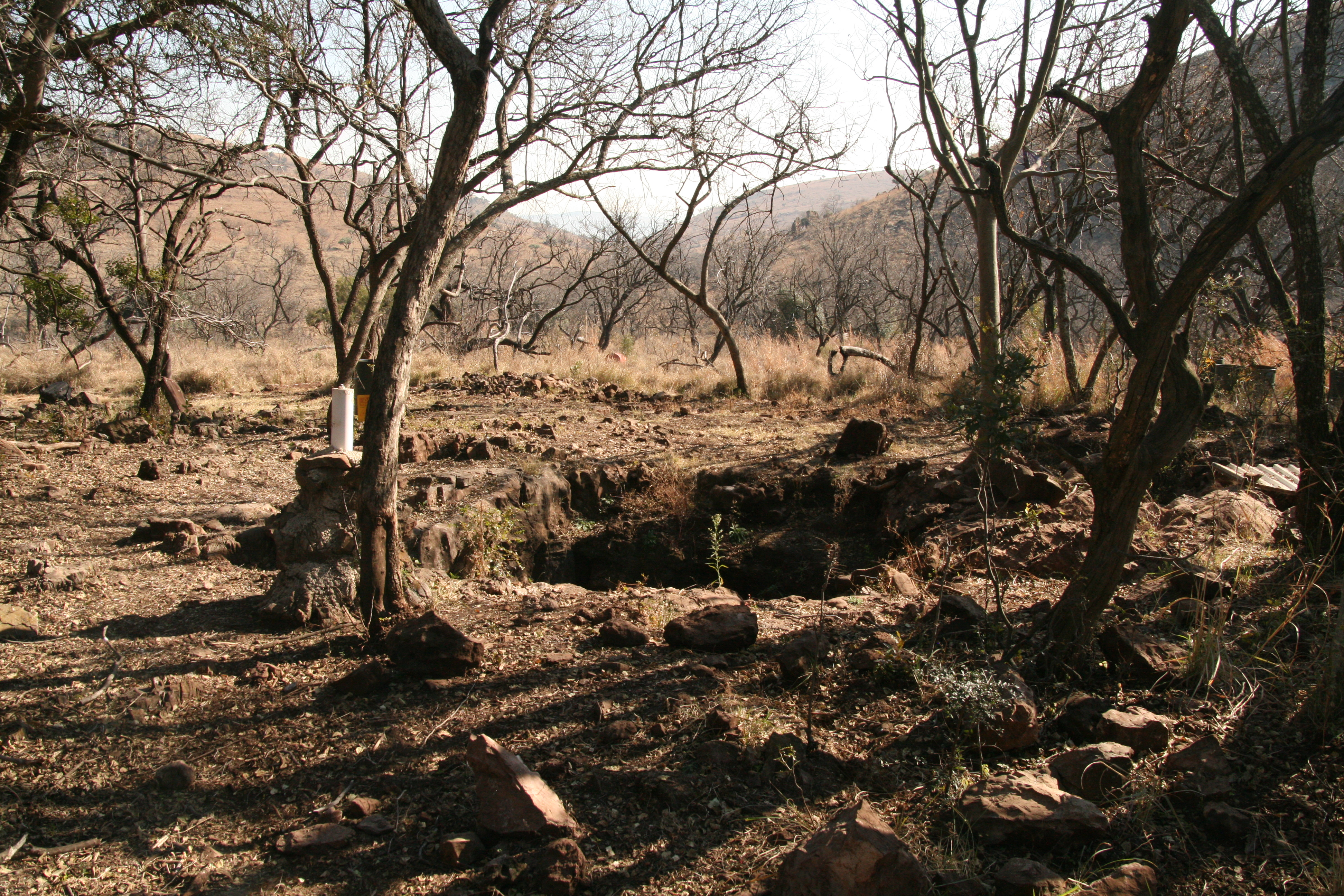
Eingang der Höhle

Die Malapa-Höhle ist eine südafrikanische Fundstätte von Fossilien im Gebiet des UNESCO-Welterbes Cradle of Humankind, 1442 m über Normalhöhennull. Sie liegt 40 Kilometer westlich von Johannesburg und 15 km nordnordöstlich der bekannten Fossilienfundstätten von Sterkfontein, Swartkrans und Kromdraai. International bekannt wurde die Malapa-Höhle im Frühjahr 2010, nachdem der Paläoanthropologe Lee Berger den Fund von zwei rund 1,9 Millionen Jahre alten Teilskeletten der Gattung Australopithecus bekannt gegeben und sie der neuen Art Australopithecus sediba zugeschrieben hatte. Inzwischen sind Überreste von vier Individuen dieser Art sowie eine Reihe weiterer Beifunde aus der Malapa-Höhle bekannt.
Die heutige Fossilienfundstätte entstand als Teil eines Höhlensystems, das sich als Folge von Auswaschungen in einem 2,64 bis 2,50 Milliarden Jahre alten, stromatolithen-reichen, neoarchaischen Dolomit-Gestein gebildet hatte. Durch geologische Studien gesichert ist, dass dieses Höhlensystem mindestens 500 Meter lang und 100 Meter breit war. Manche dieser unter anderem durch Sickerströmungen, eindringendes Oberflächenwasser und unterirdische Flüsse geformten Karst-Höhlen hatten nach Erdfällen senkrechte Öffnungen zur Oberfläche (Schlundlöcher), durch die Tiere in die Höhlen fallen konnten. Die Forscher vermuten, die in der Malapa-Höhle entdeckten fossilen Überreste von Tierkadavern seien in der Höhle von später eindringenden Wassermassen an eine tiefer gelegene Stelle gespült, dort angehäuft und unter angespültem und herabfallendem Gestein verschüttet worden. Später sei das Höhlensystem vollständig mit Gestein aufgefüllt und die Fossilien auf diese Weise letztlich in betonartig hartem klastischem Sedimentgestein vor der völligen Zerstörung bewahrt worden. Im frühen 20. Jahrhundert hatten Steinbrucharbeiter den Bereich der Malapa-Höhle wieder teilweise freigelegt.
Die Höhle war erst im Jahr 2008 von Lee Berger und Paul Dirks, einem südafrikanischen Geologie-Professor, entdeckt worden, als beide mit Hilfe von Google Earth das Gebiet des UNESCO-Welterbes Cradle of Humankind nach bis dahin unbekannten, ertragreich erscheinenden Gesteinsformationen durchmustert hatten.

## Belege
1. ↑  Lee R. Berger et al.: Australopithecus sediba: A New Species of Homo-Like Australopith from South Africa. In: Science. 328. Jahrgang, 2010, S. 195–204, doi:10.1126/science.1184944.
2. ↑  Four Individuals Caught in 'Death Trap' May Shed Light on Human Ancestors. Auf: sciencemag.org vom 19. April 2011. Textgleich mit: Ann Gibbons: A new Ancestor for Homo? In: Science. Band 332, 2011, S. 534, doi:10.1126/science.332.6029.534-a.
3. ↑   Paul H. G. M. Dirks et al.: Geological Setting and Age of Australopithecus sediba from Southern Africa. In: Science. Band 328, 2010, S. 205–208, doi:10.1126/science.1184950.
4. ↑  About the Discovery. (mit Abbildungen der Fossilienfundstätte, Stand: 2010), (Memento vom 7. September 2015 im Internet Archive) Im Original publiziert auf wits.ac.za.

Koordinaten: 25° 53′ 42,5″ S, 27° 48′ 4,8″ O